# セロリ
セロリ（塘蒿、英: celery、学名: Apium graveolens var. dulce）は、セリ科の一年草または二年草（越年草）。ヨーロッパから地中海沿岸の原産といわれ、改良品種が栽培されている。葉、茎、実の部分を食用にでき、独特の強い香りがある。

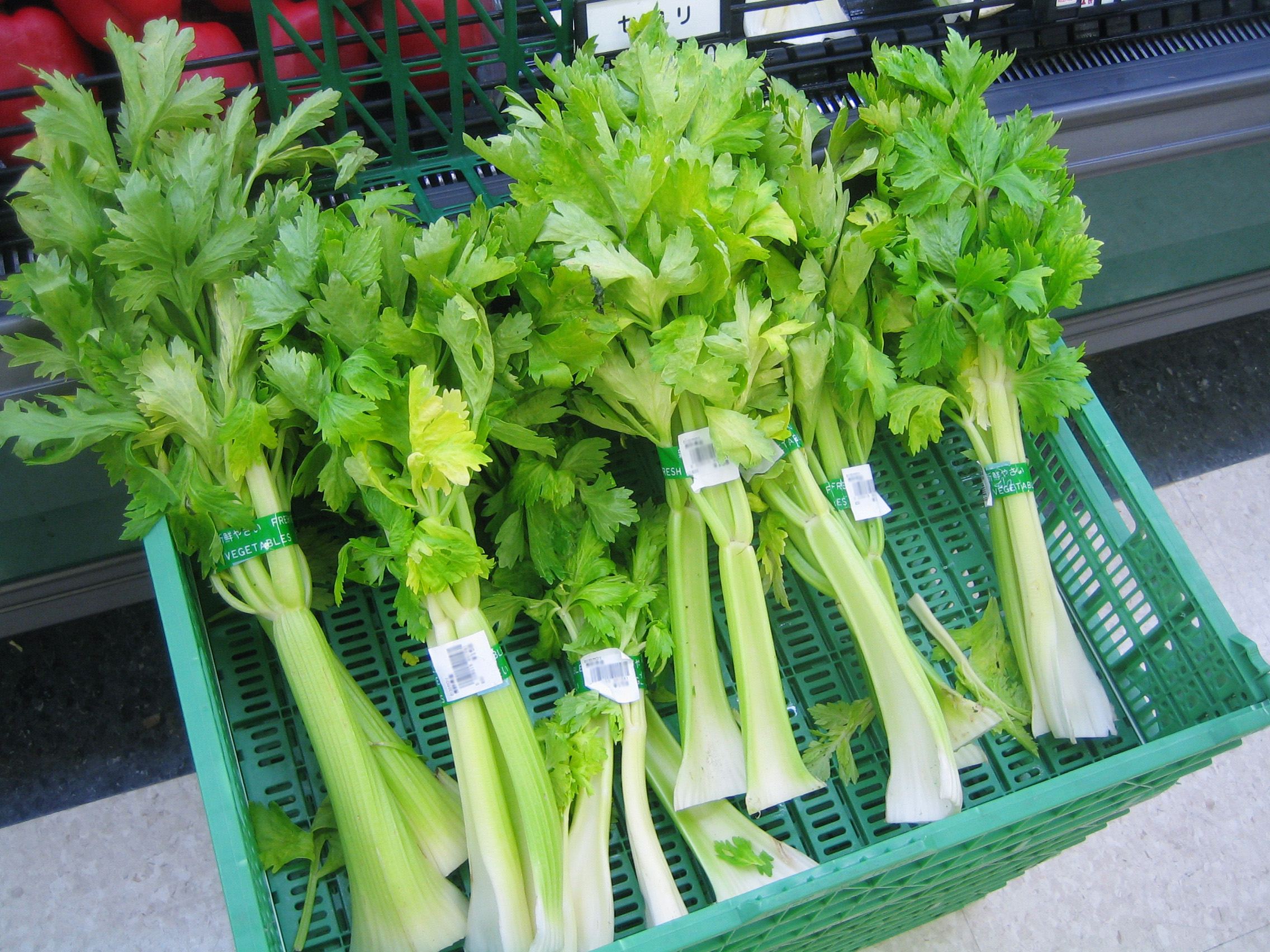
店頭で販売されるセロリ

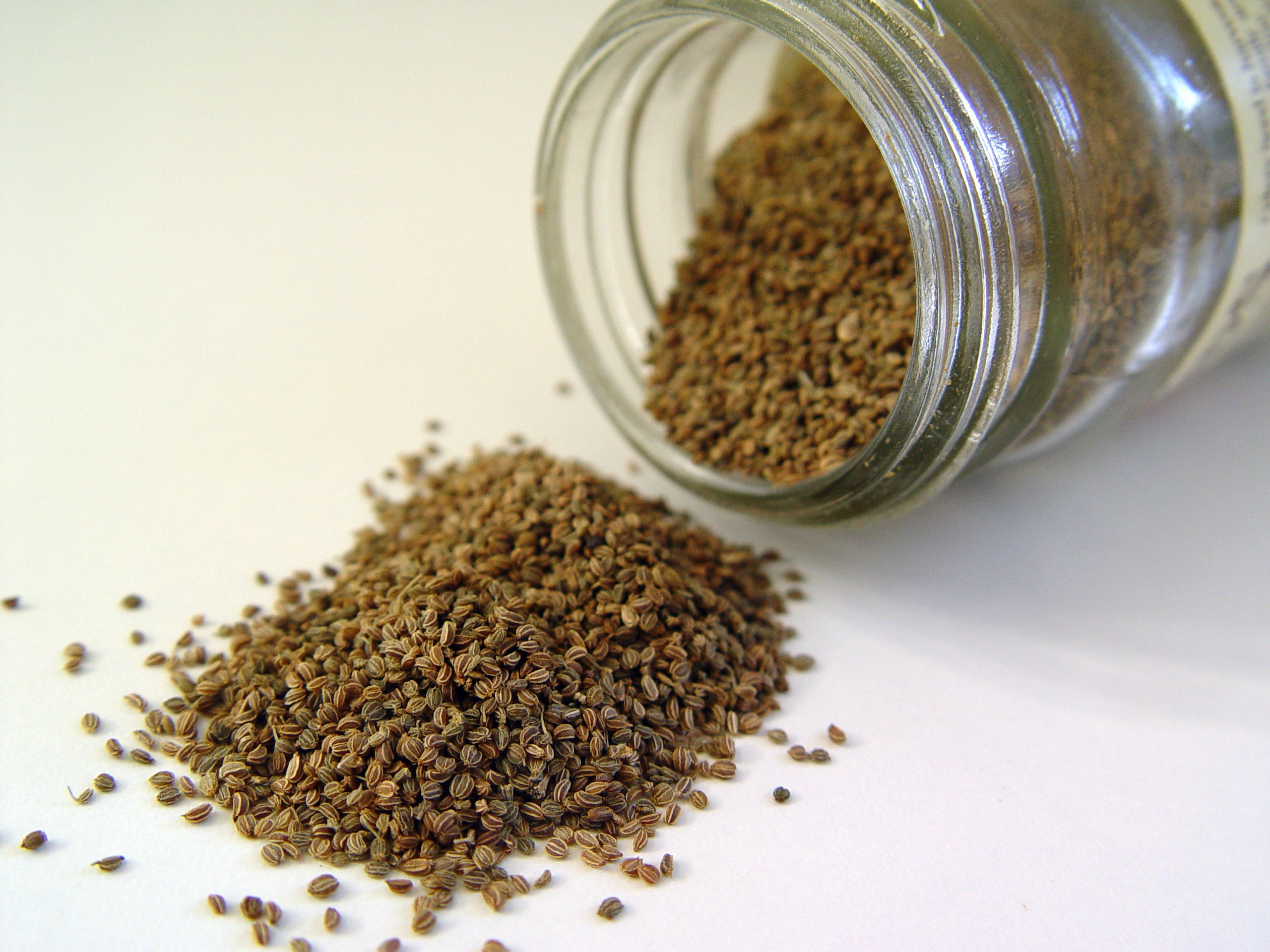
セロリの種

## 名称
和名をオランダミツバ（阿蘭陀三葉）といい、由来は西洋種がオランダ船で渡来したことにちなむ。一般にはセロリと呼ばれているが、これは英名のセルリー（またはセレリィ、英: Celery）からの外来語である。語源は古代ギリシア語 σέλινον（selinon）に端を発し、この語は初めパセリを意味したが、後に中世ギリシア語にはセロリを意味した。そしてそれに由来する後期ラテン語の selinon（セリノン）からイタリア語ロンバルディア方言の selero の複数形である sereli となり、フランス語の sceleri d'Italie が転訛した céleri（セルリ）を経由し、英語名 celery になったといわれる。ただし、日本でも野菜生産出荷安定法では「セルリー」であり農業関係者もそう呼ぶことが多い。
仏名ではセルリ (céleri)、伊名はセーダノ（sedano; pl.: sedani）という。中国で改良されたキンサイ（芹菜、Chinese celery、中: 唐芹、学名: Apium graveolens var. secalinum）は、広東セロリ（カントンセロリ）やスープセロリとも呼ばれる。
学名 Apium graveolens の種形容語 graveolens は「強い匂いの」を意味するラテン語の第三変化形容詞、変種名の形容語 dulce は「甘い香りの」を意味するラテン語の第三変化形容詞 dulcis の中性単数形である。

## 特徴
色は緑、淡緑、黄白などで淡色野菜に分類される。茎の高さは約30–75 cm。6–9月ごろ、白い小花を球状に咲かせ、全体にフタリド類(英)とテルペン類化合物に由来する独特な芳香を持つ。β-カロテン、ビタミンB1・ビタミンB2などのビタミン類、カルシウム、鉄などのミネラル、食物繊維を多く含んでいる。

## 歴史
原産地は、ヨーロッパから地中海沿岸地方の説や、ヨーロッパから西南アジア、インドの説がある。ヨーロッパでは紀元前から山岳地方の湿地帯に自生していたともいう。
古代ローマ・ギリシャ時代（紀元前8世紀）から香料や薬草として使われ、食用にせず男性の強精薬、整腸剤、香料として珍重されたほか、ミイラの首飾りや、古代ギリシャのお祭りに飾られた。1世紀ころの文献『ディオスコリデスの薬物誌』には、「栽培種のアピウム（セロリ）の葉は、コエンドロと同じ薬効を持つ」とあり、目の炎症の外用薬にしたり、生食して胸焼け、乳房の腫れ、利尿に効能があるとしている。
日本には16世紀の終わりごろに、中国から朝鮮半島を経て伝わった。加藤清正が文禄・慶長の役の際にニンジンの種と騙され日本に持ち帰り、「清正ニンジン」と呼ばれたという説がある。そして西洋では、食用に栽培されるようになったのは17世紀に入ってからでヨーロッパ南部で始まった。18世紀の江戸時代に入り、完全な食用種としてのセロリが日本に輸入したが、独特の強い香りのために普及しなかった。日本で普及したのは昭和30年代のことで食生活が洋風化してからのことである。現在、日本に広まっているセロリは、後に入った西洋種であるコーネル種の系統である。

## 品種

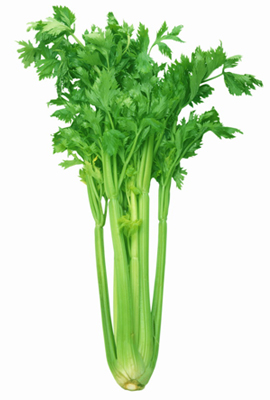
キンサイ（芹菜）

大別すると、黄色品種、緑色品種、中間品種、および東洋在来種に区分される（黄色種、緑色種、中間種、赤色種、白色種に分類されることもある）。欧米では緑色品種が主流で、日本ではかつて黄色品種が栽培されたが、現在は中間品種が中心である。コーネル、トールユタなどの品種がある。
- コーネル - 日本で一般的に出回っているクセが少ない品種[17]。茎は黄緑白色で長さ40 cmほどになる。株が大きくなることから、茎を1本ずつにしてバラ売りされているものが多い[6]。
  - 新コーネル619号 - タキイ種苗育成の繊維が少なく香りが穏やかな黄軸種。葉柄が太く、肉厚で丸みがある[13]。
  - イエローキングセロリー - 中原採種場育成の品種で、輸入コーネル619より選抜した第1節間が長く、茎数も多く株張りの良い系統。光沢のある葉柄で、上品な香りが特徴[13]。
- グリーンセロリ - 葉茎全体が緑色で強い香りが特徴の品種。密植して小型にして作り、株のまま売られる[6]。以前、日本にも持ち込まれたが、クセが強くて好まれなかった[17]。
- トップセラー - 淡緑色のセロリで、株はやや立ち性、葉柄は幅広く筋が少ない。生育旺盛でつくりやすく、家庭菜園にも向いている[13]。
- ホワイトセロリ - 水耕栽培で作られる品種[17]。茎が細長く、ミツバのような形状をしている。一般のセロリよりも香りは抑えられている[5]。
- ミニホワイト - 早生専用のホワイトセロリで、ミニセロリともよばれる。香りが強く、スープやサラダの彩りに使われる[6]。
- キンサイ（芹菜） - 英名でチャイニーズ・セロリというセロリの変種。東洋在来種で、中国野菜として扱われている[6]。

## 栽培

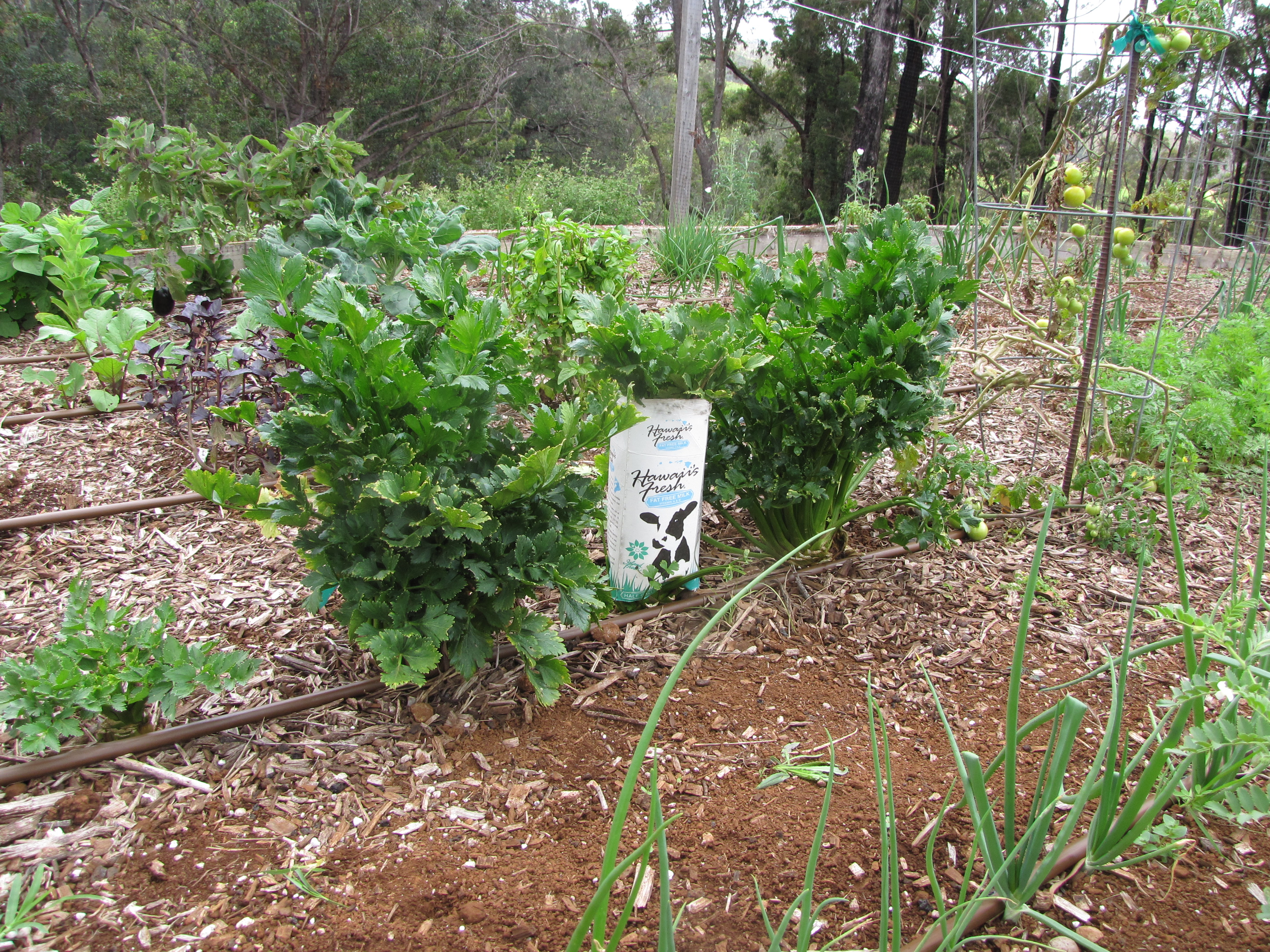
栽培中のセロリ（ハワイ・マウイ島）

温暖地で初夏に種をまいて晩秋から収穫する作型と、高冷地で春に種をまいて晩夏から収穫する作型がある。栽培期間は長く、苗の植え付けから収穫まで4–5か月を要する。温暖な気候を好む性質で、栽培適温は15–20℃、発芽適温は15–20℃とされ。栽培難度は難しいほうで、25℃以上の高温、寒さ、乾燥には弱く、夏場の晴天続きの場合は夏枯れする場合もある。栽培に適した土壌酸度は pH 6.0–6.5。連作障害がある作物であることから、輪作年限は2–3年と言われている。春の育苗で苗を大きく育ててから畑に定植して、夏場の乾燥や肥料切れに注意を払いながら、晩夏から収穫するほうが容易に栽培できる。肥料を多く必要とする作物で、畑は腐葉土などの有機質の堆肥をすき込んだ、肥沃で水はけがよい土を好む。有機栽培で育てると、株は小さめであるが、香りが強く歯ごたえのあるものができる。
苗づくりは育苗箱などにセロリの種を筋まきして、本葉が出始めたらポットに植え替えて、本葉が5、6枚になったら更に大きめのポットに植え替え、本葉が7、8枚になるまでポットで苗を育てる。発芽しにくい高温下では、種を一昼夜水につけて水を切り、25℃以下の涼しい場所に2–3日おいて発芽を促す。
セロリは野菜のうちで最も肥沃な土壌を好み、乾燥を嫌うので、堆肥を十分に施し、多肥・多灌水できる土壌にする。土作りをした畑に、乾燥を防ぐためにマルチングを施した畝をつくり、約30–40 cm（センチメートル）の広めの間隔で苗を植え付けていく。また、マルチングの代わりに苗を植え付けたら畝に敷き藁をして土の乾燥を防ぐ方法もある。生育期は、水切れを起こさないように育て、約2週間に1回ほど定期的に追肥を行っていく。肥料切れを起こさないことが、良質なセロリをつくる基本になる。セロリは外葉が12 - 13枚になる頃、株の中央にある芯葉が立ち形に成長し始める。芯葉が旺盛に育ってくると、外葉は黄変して次第に枯れてくる。そのころに株元からわき芽が出るようになったら、生育途中の下葉かき、脇芽取りをしっかり管理すると、茎が太いセロリが収穫できるようになる。株がおおよそ50–60 cmくらいに伸びたら収穫期で、株元を包丁で切るか、株ごと抜き取って収穫する。株を大きく育てて、外葉から少しずつ切り取って収穫しても良く、長い期間収穫することが出来る。株が30–40 cmのころの収穫の約1か月前から、株の葉柄の部分を新聞紙やボール紙などで囲い遮光することによって、葉柄を白く柔らかく育てられる（軟白栽培）。
病虫害は、若い葉や外葉の裏側にアブラムシ、キアゲハの幼虫がつきやすく、軟腐病（なんぶびょう）や斑点病も出やすい。特に葉を暴食するキアゲハの幼虫に注意を要する。葉に薬剤を散布して防除する。葉芯の先や縁が黒くなって枯れるのは、生長が盛んな若い葉にカルシウムが送られないことで起こる欠乏症状の現れとされ、セロリ栽培では大きな障害となる現象である。畑には石灰を施しておくことが必須であると同時に、カルシウム分は植物体内に移行しにくいため、常に水分不足にならないようにすることが大切といわれている。

## 生産
日本で食用として栽培されている物のほとんどは、アメリカで作られた品種を元にしているが、キンサイの栽培も行われている。日本に輸入される割合は、アメリカ産のものが一番多い。また、輸入品の場合検疫の関係で葉より上部の部分は全て切り落とされ、茎より下の部分のみであるため、国産品と輸入品の見分けが付きやすい。

### 生産国
- 日本（黄色種・中間種）
  - 長野県（生産量全国一位）、静岡県、愛知県、北海道
- アメリカ （緑色種）
- 中国（緑色種）

## 利用
独特の芳香と食感がある淡色野菜で、生食のほか、肉や魚の臭み消しに料理に使われる。栄養価は高く、ビタミン類や食物繊維が豊富で、特有な香り成分は疲労回復や精神安定の効果が期待されている。

### 食用
野菜としてのセロリは葉と葉柄を食用にし、独特の香りとシャキッとした歯触りが特徴である。冬期の11月から2月が旬とされ、葉は鮮やかな緑色で張りがあり、茎は太く厚みがあって長く、下部の根元が太く丸みがあり白いものが良品とされる。
茎・葉はサラダなどで生食されるが、その他にも漬物、佃煮、スープ、シチューなど肉料理の香味野菜として使用される。キンサイは炒め物にもよく使われる。部位別では、葉が佃煮、天ぷら、スープなどに、また茎はサラダ、炒め物、煮込み料理、漬物など様々な料理に幅広く利用される。茎の外側の筋の部分は固いため、筋を引くようにして取り除いて使われる。
香りの強い成分はアピオールで、肉やレバーなどの臭みを消す揮発性成分が含まれる。また、芳香は精油のセダノライドによるものともいわれ、口内の味覚神経を刺激して唾液や胃液の分泌を促し、食欲を増進させるといわれている。スープや煮込み料理の香味付けに使われるブーケガルニは、香りの束を意味し、セロリの香りの強い葉の部分が使われている。魚介のマリネなどには、ハーブとして効果的に利用できる。
実は、搾油のほか、乾燥させて香辛料、薬用としても使用される。セロリの種から製した香辛料は「セロリシード」と呼ばれ、ピクルスやスープなどに用いられる。このセロリシードの粉末と食塩とを混ぜたものを「セロリソルト」と呼び、やはり香辛料として用いられる。
保存するときは、茎に葉がついていると水分を吸い上げてしまうため、茎と葉を切り離し、乾燥を防ぐため容器やポリ袋に入れて冷蔵保存する。

### 栄養価
茎より葉のほうがβ-カロテン、ビタミンB1・B2・C・Eや食物繊維が豊富で、特にβ-カロテンは茎の2倍分含まれている。セリに近縁で栄養的にはセリには及ばないが、カリウムが少し多く、カルシウムとリンがほぼ1対1の割合で含まれている。特有の香りはテルペン類に由来する。特有の苦味成分には食欲不振や胃もたれ防止の効果が期待できる。

### 薬用
薬用部位は茎葉にあり、精油、ブチルフィサリド、ネオセリディライド、フラボノイドなどの成分が含まれている。セロリの香り成分であるアピインやセリニンには、食欲増進や、神経を鎮めて精神を安定させたり、血圧上昇を抑える働きがあるといわれている。
胃潰瘍の予防と緩和、神経系を調える作用があり、漢方では、利尿、浄血、血圧を下げる、鎮静、痙攣を治めるなどの作用が認められている。
中国では旱芹（カンキン）とよんでおり、中医学で茎葉の場合1日10–15 g（グラム）の煎じ液または、生食なら1日30–60 g を高血圧症、めまい、頭痛、顔面紅潮、眼の充血、血尿などに応用しており、フラボノイドのアピインの効果を活用していると考えられている。
セロリに多く含まれるビタミンUは、蛋白質をつくるために必要な核酸を生み出すビタミンで、胃や十二指腸の粘膜の修復を助ける効果がある。また、同様に多く含まれるビタミンB1・B2は、エネルギーの代謝をよくして神経症の正常な働きを維持する働きがある。
セロリの葉を天日干ししたものや、野菜くずの葉を布袋に入れて入浴料として用いることによって体を温める効能もあり、精油が湯に溶けて肌を軽く刺激し、血液循環を良くして冷え性や肩こり、疲労回復に効能があるといわれている。

### 抗癌作用を主張する研究
かつて、デザイナーフーズ計画のピラミッドの1群に属し、癌予防効果のある食材の第4位として位置づけられていた。

### 影響
種を炒ったものや、種から搾取した油も食べられるが、この油は子宮を刺激する作用を持ち、流産や早産の危険性があるので、妊婦が油を大量に摂取することは避けるべきである。また、蒔種用に栽培するものは食べることを想定せずに農薬を使用していることが多いので食用は避ける。
保存状態の悪いセロリはDNAや組織を傷つけるソラレンという化合物が生成され、過敏な人は皮膚接触で水疱性の炎症を引き起こすことがある。

### 葉冠
古代には特定の競技会で優勝者に月桂樹やセロリなどで作られた葉冠が授与されており「神聖競技会」として特別視され、賞金や高価な品物が授与される賞金競技会とは区別されていた。1996年にネメア競技祭を復興して始まったネメア復興競技祭でも競技の勝者には野生のセロリの葉冠が授与されている。